# Gerda Ryti

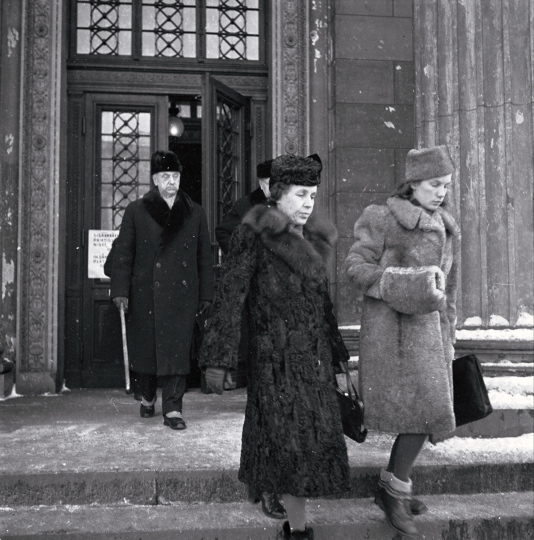
Gerda Ryti och Eva Saxén på väg från krigsansvarighetsrättegången 1945.

Gerda Paula Ryti, född 11 oktober 1886 i Helsingfors, död där 8 september 1984, var en finländsk kontorist och senare hustru till president Risto Ryti. Hon var mor till professorerna Henrik och Niilo Ryti samt läkaren Eva Saxén (1922–2009).
Ryti, som tillhörde släkten Serlachius, studerade i sin ungdom bland annat tyska i Dresden. Hennes bror och Risto Ryti hade en advokatbyrå tillsammans, och hon träffade sin blivande make när hon arbetade som kontorist där. Paret gifte sig 1916 och fick tre barn. 
Ryti, som talade fem språk, reste mycket utomlands, bland annat till England, och studerade parapsykologi; hon blev snart en känd utövare av spiritualism. Som presidenthustru under de hårda åren 1940–1944 var hon bland annat aktiv i föreningen Rädda Barnen. Hon höll många tal i radion för att gjuta hopp i nationen, bland annat i juni 1944, då läget för Finland var synnerligen prekärt. Sedan maken blivit tvungen att avgå och dömts vid krigsansvarighetsprocessen koncentrerade hon sig på att ta hand om honom. Efter hans död visade hon sig sällan i offentligheten.